# Schlacht bei Dornach
Triesen · Hard · Bruderholz · Hallau · Schwaderloh · Frastanz · Calven · Dornach
Die Schlacht bei Dornach vom 22. Juli 1499 war die letzte kriegerische Auseinandersetzung zwischen dem Schwäbischen Bund und den Eidgenossen während des Schwabenkrieges.

## Aufmarsch
Im Verlauf des Schwabenkrieges marschierten die Truppen des Schwäbischen Bundes unter dem Anführer Graf Heinrich VII von Fürstenberg vom Sundgau her gegen das Schloss Dorneck bei Dornach, dem ersten Schloss auf eidgenössischem Gebiet, welches von Hauptmann Benedikt Hugi verteidigt wurde. Am 19. Juli erreichten sie das Birstal und begannen neuralgische Punkte, wie die Birsbrücke bei Dornachbrugg, zu besetzen und das Bruderholz zu überschreiten.
Auch die Eidgenossen waren unterwegs zum Schloss Dorneck, um es vor der drohenden Bestürmung zu retten. Am Abend des 21. Juli stand schon das ganze schwäbische Heer im Birseck. Die meisten Mannschaften lagerten bei Dornach und Arlesheim, nur die Welsche Garde campierte auf der anderen Seite der Birs in Reinach. Zwischen Dorneck und Arlesheim fuhren die Schwaben viele Kanonen auf und in der Dämmerung umstellte eine Mannschaft das Schloss.
Benedikt Hugi bemerkte dies und liess einen Boten an der Schlosswand hinunter. Dieser schlüpfte zwischen den schwäbischen Wachposten hindurch und eilte über den Gempen nach Liestal, wo er auf die eidgenössischen Mannschaften traf. Er mahnte sie zu höchster Eile, damit das Schloss Dorneck nicht in die Hand der Feinde falle. Trotz Verbot der Stadt Basel (damals noch nicht Teil der Eidgenossenschaft) wurden die bei Liestal lagernden Eidgenossen durch die lokalen Einheimischen (Oberbaselbieter) verstärkt.

## Schlacht
Am Morgen des 22. Juli begannen die Schwaben, das Schloss mit einem einzelnen Geschütz zu beschiessen. Der Rest lagerte noch bei ihren Zelten. Vom Gempenstollen aus überblickten die herangekommenen Berner und Solothurner Truppen das ganze schwäbische Lager. Da sie aber noch zu schwach zum Angriff waren, warteten sie auf Verstärkung. Als die Zürcher und der Haupttrupp der Berner eingetroffen waren, führten landeskundige Solothurner die Eidgenossen durch das Dickicht an den Gegner heran. Unter Ausnützung des Überraschungseffektes gelang es den eidgenössischen Truppen, die Belagerer vernichtend zu schlagen. Dabei fiel als einer der ersten auch der schwäbische Anführer, Graf Heinrich von Fürstenberg.
Der rasche Sieg über die Belagerer verleitete die eidgenössische Vorhut dazu, vom Schloss aus weiter vorzudringen. Dieses überstürzte Vorgehen wurde ihnen fast zum Verhängnis, denn die Welsche Garde griff in die Schlacht ein. Die Schlacht dauerte stundenlang und wogte hin und her, bis die Eidgenossen gegen das Schloss Dorneck zurückweichen mussten. Um 19 Uhr erschienen aber von Arlesheim her 1000 Luzerner und Zuger auf dem Schlachtfeld und griffen in die Schlacht ein, worauf sich das schwäbische Heer zurückzog.
Die Eidgenossen erbeuteten das Zeltlager, viele Geschütze, die Kriegskasse und zahlreiche Fahnen und Banner. Viele Adelige waren in der Schlacht gefallen. Die Familien der Adligen versuchten vergeblich über Basler Mönche, die als Boten ins Lager der Eidgenossen gesandt wurden, die Erlaubnis zur Bergung und Überführung der Leichname nach Basel zu erlangen. Die Antwort soll gelautet haben: «Die Edlen müssen bei den Bauern liegen!»
In Südwestdeutschland und im Elsass hatte sich die Kunde von der Niederlage bei Dornach wie ein Lauffeuer verbreitet. König Maximilian erhielt die Nachricht in Überlingen und war der Überlieferung nach niedergeschmettert.

## Nach der Schlacht
Die ansässige Bevölkerung stand vor dem Nichts: Die Häuser waren geplündert und abgebrannt, die Ernte war weg oder vernichtet.
2008 untersuchte die Anthropologin Christine Cooper 105 Schädel und 33 Oberschenkelknochen, die auf dem Schlachtfeld gefunden worden waren. Gemäss ihren forensischen Untersuchungen sollen die mehreren tausend Toten zumindest teilweise bis zu mehreren Jahren auf dem Schlachtfeld liegen geblieben sein; die Knochen zeigten Spuren von Tierfrass und waren verwittert. Erst als sie skelettiert waren, wurde ein Teil von ihnen in ein Beinhaus überführt.
Ordentlich bestattet wurden laut Cooper nur die eidgenössischen Gefallenen und einige der gegnerischen Toten. Möglicherweise war dies auch logistischen Gründen zuzuschreiben, war es doch schwierig, in sehr kurzer Zeit mehrere Tausend Tote zu begraben.
Viele der Verletzungen waren den Opfern wohl zugefügt worden, als sie bereits kampfunfähig waren. Dies bestätigt die Aussagen von Schriftquellen, welche über das «Abkeulen» des Schlachtfeldes berichten. Gefangene wurden üblicherweise nicht gemacht, und eine kriegschirurgische Versorgung war noch nicht möglich. Durchschnittlich wies jeder Schädel vier Verletzungen auf, wobei es sich mehrheitlich um Hiebverletzungen durch Schwerter oder Hellebarden handelte. Auch mögliche Spuren von Verstümmelungen an Augen, Nasen und Ohren wurden festgestellt.

## Friede
Am 22. September wurde der Frieden zu Basel geschlossen und damit der Schwabenkrieg beendet.

## Denkmal

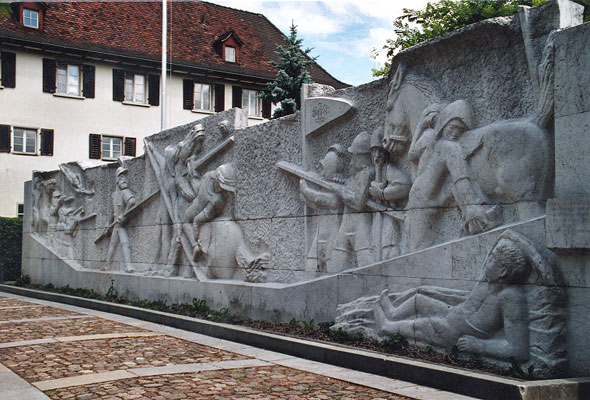
Schlachtdenkmal des Schwabenkrieges

- In Dornach steht beim ehemaligen Kloster das Schlachtenrelief, daneben liegen in einem Gebeinhaus einige Knochen von Gefallenen.
- Im Heimatmuseum in der alten Kirche hängt eine Tafel mit der Inschrift «Hier ruhen die feindlichen Anführer der Schlacht vom 22. Juli 1499, Hofmarschall Graf Heinrich von Fürstenberg, Freiherr Mathias von Castelwart, Herr zu Bitsch & zu Lichtenberg».
- In Gempen steht ausserhalb des Dorfes das Denkmal «Den Siegern von Dornach 1499». Das 1854 erstellte Mahnmal stellt einen Baumstrunk dar, an welchem ein Hafersack hängt, dahinter steckt eine Hellebarde.[5]
- die Burgruine Schloss Dorneck steht oberhalb der Ortschaft Dornach und kann frei besichtigt werden. (Denkmal mit Online-Museumsguide (2024) geeignet auch für Vorortführungen in verschiedenen Sprachen)

## Liedgut
- Das Dornacher Lied für die Feier der Dornacherschlacht am 22. Juli 1938 verfasste Peter Felber.[6][7]